# 시부야촌
시부야촌(일본어: 渋谷村)은 1889년에서 1944년까지 및 1955년에서 1956년까지 일본 가나가와현 중부 고자군에 설치되었던 촌이다.
1944년에 정으로 승격되어 시부야정(渋谷町)이 되었다. 1955년, 시부야정 남부가 후지사와시에 편입되고, 남은 북부 지역에 다시 시부야촌(渋谷村)이 설치되었다.

## 역사
중세 시부야장(渋谷荘)에 속하며 유력 무사단 중 하나인 시부야씨의 성을 가진 곳으로 알려져 있다.
1944년에 정으로 승격해 시부야정이 되었고, 1955년에 남반부가 후지사와시에 편입되었고, 남은 북반부에 시부야촌이 다시 설치되었다. 2024년 현재 야마토시 남반부에 해당한다.
- 1889년 4월 1일 - 시정촌제 시행으로 고자군 시부야촌(渋谷村)이 발족.
- 1944년 11월 3일 - 시부야촌이 시부야정(渋谷町)으로 승격.
- 1955년 4월 5일 - 시부야정 남부가 후지사와시에 편입되고, 남은 북부 지역에 다시 시부야촌(渋谷村)이 설치되었다.
- 1956년 9월 1일 - 시부야촌이 야마토정(현재의 야마토시)에 편입되면서 소멸하였다.

## 교통

### 철도
- 오다큐 전철

### 도로
- 주요 지방도 후지사와마치다선 (현재의 국도 제467호선
- 국도 제246호선

## 참고 문헌
- 角川日本地名大辞典編纂委員会,『角川日本地名大辞典 神奈川県』1984, 角川書店